# TRIZ
V Sovjetski zvezi v času Stalina je bilo veliko pomanjkanje izdelkov in tudi inventivnosti, zato so to poizkusili znanstveno rešiti. Nalogo je dobil inženir Genrich S. Altschuller (1926-1998),     ki je opravil analizo preko 200.000 ruskih patentov. Opazil je, da gre pri vseh patentih za nekaj skupnih značilnosti, katere je izpostavil in jih naprej raziskoval. Naloge ni mogel do konca rešiti, ker je bil na Stalinov ukaz poslan v delovno taborišče v Sibirijo, kjer je bil zaprt z drugo rusko inteligenco. Po smrti Stalina je bil izpuščen in je metodo, katero je med tem teoretično razvil, razvijal dalje. Deloma je ta metoda pomagala tudi pri vzponu Gorbačova in Glasnosti. Leta 1989 je doktor računalniške znanosti in umetne inteligence Valerij Curikov osnoval firmo Inventivni stroji, uporabil je metodo Genricha TRIZ - Teorija rešenja izobratateljskih zadač in sestavil prvo uporabno programsko opremo. V Rusiji ni bilo pravega zanimanja zanjo, zato je odpotoval v ZDA, kjer je razvil nov program in ga poimenoval TechOptimizer. Kmalu je postal vodilni na svetovnem trgu.
Danes je na svetu več šol TRIZ-a, glejte:
- Altshuller Institute for TRIZ studies
- TRIZ Journal
- TRIZ Experts
- Interactive TRIZ Matrix
- Glenn Mazur's TRIZ page
- TRIZ Austria
- TRIZ Switzerland
- http://www.invention-machine.com/